# Shumpei Naruse
Shumpei Naruse (født 17. januar 2001) er en japansk fodboldspiller, som spiller for den japanske fodboldklub Nagoya Grampus.